# Centrum für Antisemitismus- und Rassismusstudien
Das Centrum für Antisemitismus und Rassismusstudien (CARS) ist ein 2020 gegründetes Institut an der Katholischen Hochschule Nordrhein-Westfalen (katho) in Aachen und Köln. Es wird seit 2022 von Stephan Grigat (Leitung) und Martin Spetsmann-Kunkel (Co-Leitung) geleitet und kooperiert u. a. mit dem Gordon Academic College of Education in Haifa und dem London Centre for the Study of Contemporary Antisemitism. Am CARS ist die Professur für Theorien und Kritik des Antisemitismus angesiedelt, in deren Rahmen Stephan Grigat an allen Standorten der katho Lehrveranstaltungen anbietet.
Bisherige Referenten am CARS waren u. a. Samuel Salzborn, Matthias Küntzel, Florian Markl, Alex Feuerherdt, Karin Stögner, Ulrike Marz, Sabine Leutheusser-Schnarrenberger, Bijan Hassan Pour-Razavi, Olaf Kistenmacher, Lars Rensmann und Ismail Küpeli. Im Selbstverständnis des CARS heißt es: „Das CARS fundiert seine Arbeit insbesondere in der Kritischen Theorie. Mit dieser theoretischen Grundlegung sowie vor dem Hintergrund der Notwendigkeit der Staatsgründung Israels als wirksamen Schutz jüdischen Lebens und notwendige Konsequenz aus der Erfahrung der Shoah verbindet sich unauflöslich die Israelsolidarität.“